# ماریا گامبارلی
ماریا گامبارلی (ایتالیایی: Maria Gambarelli؛ ۷ آوریل ۱۹۰۰ – ۴ فوریه ۱۹۹۰) رقصنده، بازیگر ایتالیایی-آمریکایی بود.
از فیلم‌ها یا مجموعه‌های تلویزیونی که وی در آن‌ها نقش داشته‌است، می‌توان به رفیقه‌ها و دکتر آنتونیو اشاره نمود.